# Nordstrandite
La nordstrandite est un minéral de la classe des oxydes de composition Al(OH)3, incolore ou de couleur rose corail et brun rougeâtre, cette dernière teinte provenant de l'inclusion de cristaux de goethite. Son aspect peut être transparent ou opaque, d'un éclat vitreux ou nacré.
La nordstrandite est l'un des polymorphes de l'hydroxyde d'aluminium, avec la gibbsite, la bayérite et la doyleite.

## Inventeur et étymologie
Robert A. Van Nordstrand (17/02/1918 - 06/02/2000 San Rafael Marin, État de Californie, États-Unis), Sinclair Research Lab., Harvey, Illinois, États-Unis, a synthétisé en 1956 ce composé, ainsi nommé en référence aux travaux de ce chercheur. Par extension, cette dénomination a été appliquée ensuite au minerai naturel.